# Nora Brockstedt
Nora Brockstedt, egentligen Nora Riis, född Nora Berg den 20 januari 1923 i Oslo, död 5 november 2015 i Oslo, var en norsk sångerska, verksam både i Sverige och Norge, kanske mest känd i Sverige för sången "Tango för två" (svensk text av Ulf Peder Olrog) – norsk: "Tango for to", text av Alf Prøysen och musik av Bjarne Amdahl.
Brockstedt debuterade på revyteatern Chat Noir i Oslo år 1943. Under de följande tio åren blev hon en av Norges mest kända och uppskattade sångerskor och underhållare. Under 1950-talet fick hon en rad stora schlagers (hits), och framträdde flitigt i radio. Som sångerska samarbetet hon med Thore Ehrlings orkester i Sverige. Bland hennes sånger finns, förutom "Tango för två", "En liten pike i lave sko" (publicerad med svensk text i Sverige) och "Augustin". Mellan 1950 och 1954 var hon medlem i sångkvartetten The Monn Keys tillsammans med Arne Bendiksen, Per Asplin, Oddvar Sanne och Egil Monn-Iversen.
Hon representerade Norge i Eurovision Song Contest 1960 och 1961 med låtarna "Voi-voi" respektive "Sommer i Palma".

## Diskografi

### Soloalbum
- 1959 – Nora sjunger (på svenska)
- 1970 – Noe nytt
- 1971 – Nora synger Prøysen
- 1972 – I lave sko
- 1972 – Noras jul
- 1972 – Nora Brockstedt
- 1972 – På blåbærtur i Prøysenland
- 1973 – Nora i Egnerland
- 1986 – Tango för två
- 1990 – Hilsen Nora
- 1993 – Alf Prøysen tolket av Nora Brockstedt
- 1995 – Tango for to - 50 innspillinger fra 50 år
- 2004 – As Time Goes By
- 2005 – Christmas Songs
- 2008 – Nora - for swingende!

### Andra album
- 1946 –  Jazz and Hot Dance i Norway
- 1973 – Anna på Haugsvolden
- 1975 – Gamle revyviser
- 1979 – Jeg har mitt hjerte i Oslo
- 1980 – Jul i skomakergata
- 1999 – Oslo Jazz Circle 50 år
- 2000 – Sigarett stomp

## Filmografi (urval)
- 1952 – Det kunne vært deg
- 1953 – Brudebuketten
- 1954 – Troll i ord
- 1954 – Portrettet

## Utmärkelser
- Juryens hederspris under Spellemannprisen 1974.[2]
- Rolf Gammleng-prisen i klassen Veteran 1983.[3]
- Prøysenprisen 1997 i klassen Alf Prøysens Ærespris.[4]
- Norsk Artistforbunds Ærespris 2002
- Invald i Rockheim Hall of Fame 2013.[5]